# David Boat
David Boat, conosciuto anche come Dave Boat (...), è un attore e doppiatore statunitense, conosciuto per aver lavorato a numerosi film d'animazione, cartoni animati, videogiochi.

## Filmografia

### Cinema
- Ralph Spaccatutto, regia di Rich Moore (2012)
- Ernest & Celestine, regia di Stéphane Aubier, Vincent Patar e Benjamin Renner (2012)
- Frozen - Il regno di ghiaccio, regia di Chris Buck e Jennifer Lee (2013)

## Videogiochi
- Prince of Persia 3D (1999)
- Kingdom Hearts Re:Chain of Memories (2007)
- Kingdom Hearts Birth by Sleep (2010)
- Kingdom Hearts 3D: Dream Drop Distance (2012)
- Doom Eternal (2020)

## Doppiatori italiani
- Gianni Gaude in Doom Eternal [1]